# Hockey Club Valdagno
L'Hockey Club Valdagno (Hockey Marzotto Valdagno fino al 2013, Hockey Valdagno 1938 dal 2013 al 2020) è un club italiano di hockey su pista avente sede a Valdagno, in provincia di Vicenza.
La dicitura Marzotto deriva dall'ex sponsor storico, la laneria Marzotto, fabbrica e casa di moda, risedente nella città stessa. "Marzotto" è stato da sempre parte integrante del nome della società, alla quale sono stati in seguito abbinati altri sponsor. Nonostante la sponsorizzazione sia cessata nella stagione 2005-2006, dopo un sodalizio durato 67 anni, l'Hockey Valdagno ha deciso di mantenere sino al 2013 l'azienda tessile nella propria denominazione, come segno di riconoscenza e valorizzazione della propria storia sportiva (in maniera simile a quanto accadde per il Vicenza Calcio con l'industria Lanerossi).
La denominazione societaria ha origine nel 2013 per volontà del presidente Domenico Cracco, che incorpora alla Marzotto Hockey la società Cavalchina A.S.D. Valdagno.
Come società, l'Hockey Valdagno vanta una Stella di Bronzo al merito sportivo CONI 1992, una Medaglia d’Argento meriti sportivi FIHP 1996, la Stella d'Argento al merito sportivo CONI 1997, un Trofeo Bruno Tiezzi per l'attività Giovanile 1998/99 per Società come seconda classificata, una Medaglia d’Oro per meriti sportivi FIHP 2000 e la Stella d'Oro al merito sportivo CONI 2010.

## Storia

### Le origini
Il Dopolavoro Aziendale Marzotto venne fondato nel 1938 come sezione hockeistica del dopolavoro fascista della Marzotto, importante società tessile con sede nella cittadina vicentina. Il primo Presidente della Società fu Wladimiro Soldà; vennero adottati il blu e il bianco dello stemma cittadino come propri colori sociali. L'artefice del successo e della crescita della squadra fu Giovanni Piazzon, che in quel periodo ricopriva la carica di vicepresidente e allenatore.
Il Marzotto Valdagno partecipa in questi anni ai primi tornei a livello provinciale e regionale. Dopo l'inattività dovuta alle vicende belliche della seconda guerra mondiale nel 1945 le organizzazioni fasciste sono ridimensionate dal Comitato di Liberazione Nazionale (C.L.N.) e la denominazione viene cambiata in Circolo Ricreativo Aziendale Lavoratori Marzotto. Nel 1946 il club si iscrisse alla Serie A dove fu eliminato durante la prima fase del torneo. Dopo aver disputato tre stagioni miste nelle qualificazioni, riesce a disputare le finali della stagione 1949 viene ammesso nella nuova Serie A a girone unico.
Durante gli anni cinquanta il Valdagno parteciperà stabilmente alla massima categoria del campionato italiano con la sola parentesi del 1954. Nella stagione 1950 si classifica al sesto posto in Serie A con 12 punti e nel 1951 si classificherà al quinto posto e al quarto posto nel 1952. Al termine del torneo del 1953, chiuso al nuovamente al sesto posto, il Valdagno rinuncerà a disputare la Serie A e si iscrive alla Serie B che vincerà tornando subito nella massima serie. Nel 1956 la società cambia denominazione in Associazione Hockey Marzotto Valdagno classificandosi all'ottavo posto. Chiuderà il decennio con un quarto posto nel 1958 ottenendo il suo migliore piazzamento in classifica generale con 18 punti e nel 1959 si classifica al sesto posto in Serie A con 20 punti finali.

### Gli anni sessanta e settanta
Gli anni sessanta videro il Marzotto Valdagno stabilmente impegnato in Serie A. Nella stagione 1960 il club ottenne un sesto posto finale. La stagione seguente i veneti ottennero il terzo posto finale, miglior piazzamento di sempre in Serie A fino a quel momento, alle spalle del Monza campione d'Italia e dell'Amatori Modena. Nel 1962 ottennero un settimo posto finale. Alla fine della stagione divenne presidente del club Ottone Menato che rimarrà in carica fino al 1964. Durante la presidenza Menato il club otterrà un quarto e un sesto posto finale. Nel 1965 la carica di presidente viene affidata a Alberto Libondi, già presidente del sodalizio dal 1957 al 1962, il quale rimarrà presidente fino alla stagione 1976. Il Valdagno chiuderà la decade con piazzamenti nella parte bassa della classifica arrivando per tre volte sesto (nel 1965, nel 1968 e nel 1969) e per due volte settimo (nel 1966 e nel 1967).
La stagione 1970 vide il Marzotto Valdagno giungere al quinto posto finale in Serie A seguito da un sesto posto nel stagione 1971; dopo altri campionati nella massima serie nel 1975 il club veneto arrivò undicesimo in classifica e retrocedette in Serie B. Dopo due stagioni in cadetteria il club venne promosso in Serie A per poi retrocedere nuovamente in Serie B l'anno successivo.

### Gli anni ottanta e novanta
Il decennio degli anni ottanta fu caratterizzato per il Marzotto Valdagno da un'elastico tra la prima serie e la serie cadetta. La stagione 1980-1981 fu disputata in serie B con la promozione in massima serie; massima serie che venne giocata per due campionati consecutivi prima di tornare in cadetteria. La stagione 1983-1984 vide i lanieri conseguirono il secondo posto in serie A2 che valse, oltre alla promozione in A1, la disputa per la prima volta dei play-off scudetto da parte dei biancoblu dove però furono eliminati subito al primo turno dalla Reggiana. Nella stagione successiva il Marzotto retrocedette nuovamente in serie A2 mentre l'anno successivo vide per la prima volta la retrocessione in serie B, il terzo livello del campionato italiano. Dopo una doppia promozione però Valdagno terminò gli ultimi due campionati degli anni ottanta in serie A1.
Gli anni novanta videro un andamento simile alla decade precedente. I lanieri disputarono i tornei dal 1990 al 1992 sempre in massima serie conseguendo anche la prima storica qualificazione ad una coppa europea, la Coppa CERS 1990-1991 dove raggiunse le semifinali per contro il Benfica. Seguirono poi cinque stagioni in cadetteria.

### Gli anni duemila
Finale dei play-off scudetto 2009-2010, gara-4
Follonica, Pista Armeni, 8 giugno 2010

 Follonica 3
 Marzotto Valdagno 5

Follonica: Fontana, Tosi, Bresciani, Polverini, Velazquez, Bracali, Franchi, Salvadori, Ordonez, Salvini. Allenatore: Paghi

Marzotto Valdagno: Oviedo, Vallortigara, Motaran, Randon, Pranovi, Rigo, Nicolia, Bertagnin, Tataranni. Allenatore Valverde

Arbitri:

Marcatori:  11'00" Motaran (V),  17'28" Ordonez (F),  19'03" Motaran (V),  19'58" Nicolia (V),  21'16" Velazquez (F),  24'17" Motaran (V),  25'34" Tataranni (V),  39'32" Ordonez (F)
Gli anni duemila videro il Marzotto disputare la serie A2 dopo la retrocessione della stagione precedente. Inserito nel girone A i biancoblu colsero il primo posto in classifica venendo promossi in serie A1. Dopo due massimi campionati però ci fu il ritorno in A2 con una pronta promozione colta nel 2003-2004. Dopo qualche campionato di assestamento dove vennero colti un settimo e un nono posto il Marzotto nella stagione 2006-2007 colse un quarto posto finale; nei successivi play-off eliminò nei quarti di finale il Novara prima di essere sconfitto in semifinale dal Follonica. In quest'annata ci fu la seconda partecipazione alla Coppa CERS che si concluse ai quarti di finale. Il periodo d'oro si aprì con la stagione 2009-2010. In Serie A1 il club vicentino terminò la stagione regolare al primo posto con 61 punti in classifica a pari merito con il Follonica e si qualificò per i play-off scudetto. Ai quarti di finale il Valdagno eliminò in due gare il Sarzana; in semifinale vinse il derby contro il Breganze approdando alla finale scudetto per la prima volta nella storia.

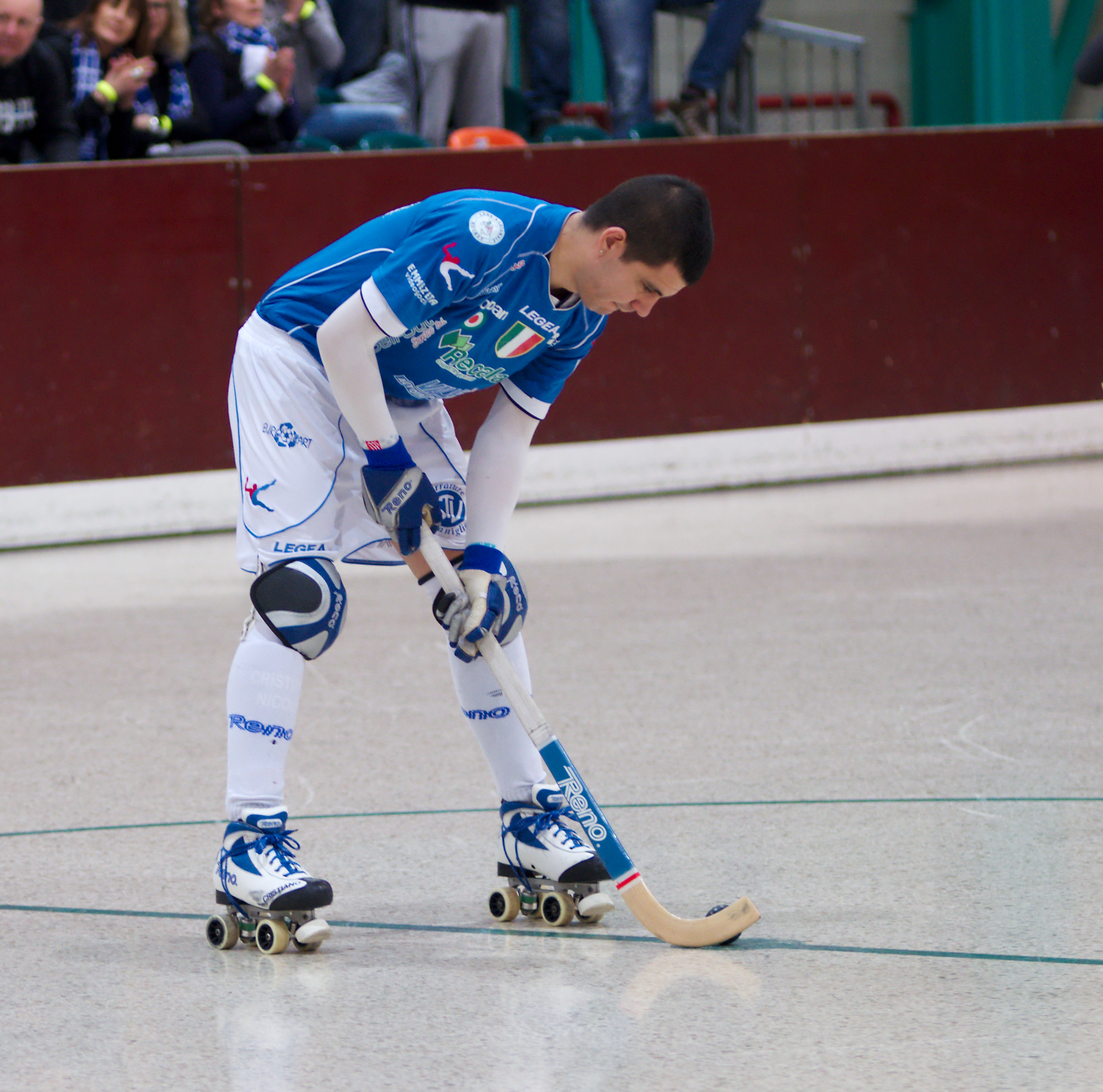
Carlos Nicolía, giocatore del Marzotto Valdagno campione d'Italia.

 Avversario fu il Follonica che già aveva tenuto testa ai veneti durante la stagione regolare. La serie terminò per 3 a 1 a favore del Valdagno che si laureò per la prima volta campione d'Italia. Nel 2009-2010 vi fu anche il debutto in Eurolega. Valdagno vinse il girone D della prima fase davanti al Porto, al CGC Viareggio e all'Iserlohn qualificandosi alle final six del torneo. La fase finale venne disputata in casa al PalaLido ma i veneti dovettero cedere il passo al Barcellona che si laureerà campione d'Europa.

### Gli anni duemiladieci
Il primo lustro degli anni duemiladieci furono il punto più alto della storia del club. In questo periodo il Valdagno vinse per tre volte il campionato italiano a cui si aggiunsero due coppe Italia e tre supercoppe italiane.
La stagione 2010-2011 vide per tutto l'arco del torneo un duello tra i campioni d'Italia del Marzotto Valdagno e i toscani del CGC Viareggio con quest'ultimi che terminarono in testa la prima fase con due punti di vantaggio sui veneti. Nel primo turno dei play-off scudetto furono invece rispettati i pronostici che videro il CGC Viareggio eliminare il Sarzana e il Valdagno avere la meglio sul Seregno. Anche le semifinali videro rispettare i pronostici della vigilia con il CGC Viareggio che vinse la serie sul Breganze per 2 a 0; stesso punteggio fece il Valdagno ai danni dell'Amatori Lodi. La finalissima per il titolo vide ripresentarsi la sfida tra il CGC Viareggio e il Marzotto Valdagno, sfida che i toscani vinsero con un secco 3 a 0 laureandosi per la prima volta nella storia campioni d'Italia. Anche l'epilogo della Coppa Italia fu amara per i veneti che vennero sconfitti ancora una volta dal Viareggio; in Eurolega il cammino si interruppe ai quarti di finale contro il Reus Deportiu; unica vittoria stagionale fu l'affermazione in supercoppa italiana vinta ai danni del Follonica.
La stagione 2011-2012 si aprì con la vittoria in supercoppa ai danni del Viareggio. In Serie A1 il Valdagno terminò alle spalle dell'Amatori Lodi capace di conquistare 23 vittorie su 26 gare disputate e terminando al primo posto in classifica con sette lunghezze di vantaggio sui campioni d'Italia in carica. Il primo turno dei play-off videro l'Amatori Lodi eliminare in tre gare il Follonica mentre il Valdagno ebbe la meglio sul Bassano. Nelle semifinali i vicentini sconfissero in due gare l'Amatori Lodi vincendo a Valdagno con un sonoro 7 a 0; i valdagnesi poi andarono a vincere al PalaCastellotti per 4 a 3 grazie al golden goal di De Oro. Per il secondo anno consecutivo la serie finale venne disputata tra il CGC Viareggio, che aveva il fattore campo a suo favore essendo arrivato secondo durante la stagione regolare, e il Marzotto Valdagno. La prima gara, giocata a Valdagno, venne vinta dai veneti che si imposero 8 a 4 con Carlos Nicolía mattatore dell'incontro con quattro reti all'attivo; gara 2 venne disputata a Viareggio e il CGC vinse l'incontro per 8 a 7 pareggiando la serie. La terza gara della serie, giocata ancora a Viareggio venne vinta dal Valdagno con un secco 7 a 2; la serie si chiuse in gara 4 a Valdagno. Al PalaLido i valdagnesi, grazie alle reti di Massimo Tataranni (4), Carlos Nicolía (2) e De Oro (1) vinsero per 7 a 4 chiudendo la serie per 3 a 1 e laureandosi per la seconda volta nella loro storia campioni d'Italia. In Eurolega il cammino del Valdagno si ferma in semifinale contro il Liceo La Coruña.

### Gli anni duemilaventi
La stagione 2020-2021, disputata quasi interamente a porte chiuse in ragione delle misure di contenimento dei contagi per la pandemia di COVID-19, fu caratterizzata dall'ennesimo cambio di denominazione sociale; il club assunse infatti il nome di Hockey Club Valdagno. In Serie A1 – dopo aver colto la 7ª posizione nella fase regolare – Davide Motaran e compagni vennero eliminati al primo turno dei play-off scudetto dal Correggio. In Coppa Italia l'avventura dei biancoblu venne interrotta ai quarti di finale per mano del Follonica. L'annata successiva vide la squadra di Diego Mir migliorare la posizione finale in classifica centrando il sesto posto finale in Serie A1 venendo eliminata ai quarti di finale dei play-off dal Follonica alla terza gara dopo aver disputato un'ottima serie. In Coppa WSE il Valdagno vinse il girone B della prima fase classificandosi al primo posto; nei quarti di finale la squadra veneta eliminò il Voltregà pareggiando in trasferta per 2 a 2 e vincendo al PalaLido per 3 a 1. Alle final four fu ancora il Follonica ad eliminare il Valdagno in semifinale sconfiggendolo per 3 a 2. Le annate 2022-2023 e 2023-2024 videro il club biancoblu stazionare al centro classifica senza particolari acuti anche in ambito europeo.

## Cronistoria
| Cronistoria dell'Hockey Club Valdagno |
| --- |
| - 1938 · Fondazione della sezione hockey del Dopolavoro Aziendale Marzotto. - 1939-1942 · Attività sportiva a livello locale. - 1943-1944 · Inattiva causa seconda guerra mondiale. - 1945 · Riprende l'attività sportiva con la nuova denominazione Circolo Ricreativo Aziendale Lavoratori Marzotto. - 1946 · 5ª nel girone A di Serie A. - 1947 · ? in Prima Divisione. - 1948 · 1ª in Prima Divisione. Promossa in Serie A. - 1949 · 4ª nel girone A di Serie A. Retrocessa in Serie B. - 1950 · 6ª in Serie A. - 1951 · 5ª in Serie A. - 1952 · 4ª in Serie A. - 1953 · 6ª in Serie A. - 1954 · 1ª in Serie B. Promossa in Serie A. - 1955 · 5ª in Serie A. - 1956 · Assume la denominazione Associazione Hockey Marzotto Valdagno. - 1956 · 8ª in Serie A. - 1957 · 6ª in Serie A. - 1958 · 4ª in Serie A. - 1959 · 6ª in Serie A. - 1960 · 6ª in Serie A. - 1961 · 3ª in Serie A. - 1962 · 7ª in Serie A. - 1963 · 4ª in Serie A. - 1964 · 6ª in Serie A. - 1965 · 6ª in Serie A. - 1966 · 7ª in Serie A. Semifinali della Coppa Italia. - 1967 · 7ª in Serie A. ? della Coppa Italia. - 1968 · 6ª in Serie A. ? della Coppa Italia. - 1969 · 6ª in Serie A. ? della Coppa Italia. - 1970 · 5ª in Serie A. ? della Coppa Italia. - 1971 · 6ª in Serie A. ? della Coppa Italia. - 1972 · 9ª in Serie A. ? della Coppa Italia. - 1973 · 7ª in Serie A. - 1974 · 7ª in Serie A. ? della Coppa Italia. - 1975 · 11ª in Serie A. Retrocessa in Serie B. ? della Coppa Italia. - 1976 · ? in Serie B. Prima fase della Coppa Italia. - 1977 · 1ª in Serie B. Promossa in Serie A. Prima fase della Coppa Italia. - 1978 · 14ª in Serie A. Retrocessa in Serie B. Prima fase della Coppa Italia. - 1979 · 1ª in Serie B. Promossa in Serie A. - 1979-1980 · 14ª in Serie A. Retrocessa in Serie B. ? della Coppa Italia. - 1980-1981 · ? nel girone ? di Serie B. Promossa in Serie A. ? della Coppa Italia. - 1981-1982 · 9ª in Serie A. ? della Coppa Italia. - 1982-1983 · 14ª in Serie A. Retrocessa in Serie A2. Quarti di finale della Coppa Italia. - 1983-1984 · 2ª in Serie A2, ottavi di finale play-off scudetto. Promossa in Serie A1. Semifinali del gruppo di Serie A2 di Coppa Italia. - 1984-1985 · 13ª in Serie A1. Retrocessa in Serie A2. Primo turno della Coppa Italia. ? della Coppa di Lega. - 1985-1986 · 12ª in Serie A2. Retrocessa in Serie B. ? della Coppa Italia. - 1986-1987 · 1ª nel girone A in prima fase, 1ª nel girone 1 dei play-off promozione in Serie B. Promossa in Serie A2. - 1987-1988 · 1ª in Serie A2, ottavi di finale play-off scudetto. Promossa in Serie A1. Semifinali della Coppa Italia. - 1988-1989 · 10ª in Serie A1. Ottavi di finale della Coppa Italia. - 1989-1990 · 6ª in Serie A1, quarti di finale dei play-off scudetto. ? della Coppa Italia. - 1990-1991 · 8ª in Serie A1, quarti di finale dei play-off scudetto. Semifinali della Coppa CERS. - 1991-1992 · 7ª in Serie A1, quarti di finale dei play-off scudetto. - 1992-1993 · 16ª in Serie A1. Retrocessa in Serie A2. ? della Coppa Italia. - 1993-1994 · ? in Serie A2. - 1994-1995 · ? nel girone ? di Serie A2. - 1995-1996 · ? nel girone ? di Serie A2. - 1996-1997 · ? nel girone ? di Serie A2. Vince la Coppa Italia di Serie A2 (1º titolo). - 1997-1998 · 1ª nel girone A di Serie A2. Promossa in Serie A1. - 1998-1999 · 8ª in Serie A1. Prima fase a gironi della Coppa Italia. Prima fase della Coppa di Lega. - 1999-2000 · 11ª in Serie A1. Retrocessa in Serie A2. Secondo turno della Coppa Italia. Primo turno della Coppa di Lega. - 2000-2001 · 1ª nel girone A di Serie A2. Promossa in Serie A1. - 2001-2002 · 10ª in Serie A1. Seconda fase della Coppa Italia. Prima fase della Coppa di Lega. - 2002-2003 · 13ª in Serie A1. Retrocessa in Serie A2. Prima fase della Coppa Italia. - 2003-2004 · ? in Serie A2. Promossa in Serie A1. Fase a gironi della Coppa Italia. - 2004-2005 · 7ª in Serie A1, primo turno dei play-off scudetto. Prima fase a gironi della Coppa Italia. - 2005-2006 · 9ª in Serie A1. Seconda fase a gironi della Coppa Italia. - 2006-2007 · 4ª in Serie A1, semifinale dei play-off scudetto. Seconda fase a gironi della Coppa Italia. Quarti di finale della Coppa CERS. - 2007 · Assume la denominazione Hockey Marzotto Valdagno A.S.D. - 2007-2008 · 5ª in Serie A1, semifinale dei play-off scudetto. Seconda fase a gironi della Coppa Italia. Finale della Coppa CERS. - 2008-2009 · 4ª in Serie A1, semifinale dei play-off scudetto. Finale della Coppa Italia. - 2009-2010 · Campione d'Italia (1º titolo). Fase a gironi della Coppa Italia. Prima fase della Coppa di Lega. Final Six della Eurolega. - 2010-2011 · 2ª in Serie A1, finale dei play-off scudetto. Finale della Coppa Italia. Vince la Supercoppa italiana (1º titolo). Quarti di finale dell'Eurolega. - 2011-2012 · Campione d'Italia (2º titolo). Seconda fase a gironi della Coppa Italia. Vince la Supercoppa italiana (2º titolo). Semifinali dell'Eurolega. - 2012-2013 · Campione d'Italia (3º titolo). Vince la Coppa Italia (1º titolo). Vince la Supercoppa italiana (3º titolo). Semifinali dell'Eurolega. - 2013 · Assume la denominazione Hockey Valdagno 1938 S.S.D. S.r.l. - 2013-2014 · 3ª in Serie A1, finale dei play-off scudetto. Vince la Coppa Italia (2º titolo). Finale della Supercoppa italiana. Quarti di finale dell'Eurolega. - 2014-2015 · 4ª in Serie A1, quarti di finale dei play-off scudetto. Quarti di finale della Coppa Italia. Finale della Supercoppa italiana. Quarti di finale dell'Eurolega. - 2015-2016 · 10ª in Serie A1. - 2016-2017 · 7ª in Serie A1, quarti di finale dei play-off scudetto. - 2017-2018 · 7ª in Serie A1, quarti di finale dei play-off scudetto. Semifinali della Coppa Italia. Ottavi di finale della Coppa CERS. - 2018-2019 · 3ª in Serie A1, semifinale dei play-off scudetto. Quarti di finale della Coppa Italia. Semifinali della Coppa WSE. - 2019-2020 · 3ª in Serie A1. Ottavi di finale della Coppa WSE. - 2020 · Assume la denominazione Hockey Club Valdagno. - 2020-2021 · 7ª in Serie A1, primo turno dei play-off scudetto. Quarti di finale della Coppa Italia. - 2021-2022 · 6ª in Serie A1, quarti di finale play-off scudetto. Semifinali della Coppa WSE. - 2022-2023 · 9ª in Serie A1, quarti di finale dei play-off scudetto. Secondo turno della Champions League. Ottavi di finale della Coppa WSE. - 2023-2024 · 7ª in Serie A1, primo turno dei play-off scudetto. Quarti di finale della Coppa Italia. Primo turno della Champions League. Quarti di finale della Coppa WSE. - 2024-2025 · Partecipa alla Serie A1. Ottavi di finale della Coppa WSE. |

## Colori e simboli
L'uniforme principale di gioco è formata da: maglia blu, pantaloncini e calzettoni bianchi. La seconda maglia è arancione come i calzettoni mentre i pantaloncini sono bianchi. Il simbolo della squadra è un giocatore di hockey pista sullo sfondo con in primo piano le lettere H e V e l'anno 1938 in colore oro.

## Società
- Presidente: Giovanni Martini
- Vicepresidente:
- Direttore Sportivo: Eddy Randon
- Segretaria: Michela Preto
- Addetto stampa: Roberto Bauce

## Palmarès

### Competizioni nazionali
- Campionato italiano: 3

2009-2010, 2011-2012, 2012-2013
- Coppa Italia: 2

2012-2013, 2013-2014
- Supercoppa italiana: 3

2010, 2011, 2012

## Statistiche

### Partecipazioni ai campionati
| Livello | Categoria       | Partecipazioni | Debutto   | Ultima stagione | Totale |
| ------- | --------------- | -------------- | --------- | --------------- | ------ |
| 1º      | Serie A         | 30             | 1946      | 1982-1983       | 61     |
| 1º      | Serie A1        | 31             | 1984-1985 | 2025-2026       | 61     |
| 2º      | Prima Divisione | 2              | 1947      | 1948            | 19     |
| 2º      | Serie B         | 6              | 1954      | 1980-1981       | 19     |
| 2º      | Serie A2        | 11             | 1983-1984 | 2003-2004       | 19     |
| 3º      | Serie B         | 1              | 1986-1987 | 1986-1987       | 1      |

### Partecipazioni alle coppe nazionali
| Competizione        | Partecipazioni | Debutto   | Ultima stagione |
| ------------------- | -------------- | --------- | --------------- |
| Coppa Italia        | 26             | 1966      | 2023-2024       |
| Supercoppa italiana | 5              | 2010      | 2014            |
| Coppa di Lega       | 1              | 2001-2002 | 2001-2002       |

### Partecipazioni alle coppe europee
| Competizione                                 | Partecipazioni | Debutto   | Ultima stagione |
| -------------------------------------------- | -------------- | --------- | --------------- |
| Coppa CERS/WSE                               | 10             | 1990-1991 | 2024-2025       |
| Coppa dei Campioni/Champions League/Eurolega | 8              | 2009-2010 | 2023-2024       |

#### Bilancio degli incontri nelle coppe europee
Dati aggiornati al 16 marzo 2024.
| Competizione                                 | Partite | Partite  | Partite | Partite   | Reti  | Reti   |
| Competizione                                 | Giocate | Vittorie | Pareggi | Sconfitte | Fatte | Subite |
| -------------------------------------------- | ------- | -------- | ------- | --------- | ----- | ------ |
| Coppa CERS/WSE                               | 45      | 25       | 9       | 11        | 198   | 145    |
| Coppa dei Campioni/Champions League/Eurolega | 56      | 31       | 5       | 20        | 274   | 216    |
| Totale                                       | 101     | 56       | 14      | 31        | 472   | 361    |

## Organico

### Giocatori
| N° | Naz.                  | Ruolo | Sportivo               |  |  |  |
| -- | --------------------- | ----- | ---------------------- |  |  |  |
| 1  | Italia (bandiera)     | P     | Giovanni Bovo          |  |  |  |
| 4  | Italia (bandiera)     | D     | Marco Tomba            |  |  |  |
| 6  | Italia (bandiera)     | D     | Nicolò Crocco          |  |  |  |
| 7  | Italia (bandiera)     | D     | Leonardo Diquigiovanni |  |  |  |
| 8  | Italia (bandiera)     | A     | Davide Piroli          |  |  |  |
| 9  | Argentina (bandiera)  | A     | Giuliano Giuliani      |  |  |  |
| 10 | Portogallo (bandiera) | A     | Tiago Sanches          |  |  |  |
| 15 | Italia (bandiera)     | P     | Giovanni Cunegatti     |  |  |  |
| 34 | Italia (bandiera)     | D     | Pietro Lazzarotto      |  |  |  |
| 59 | Spagna (bandiera)     | A     | Alex Borregan          |  |  |  |

### Staff tecnico
- Allenatore:  Luca Chiarello